# Hermann I av Thüringen
Hermann I av Türingen död 1217, var en pfalzgreve av Sachen.
Herrman gjorde 1180 uppror mot Henrik Lejonet, tillfångatogs samma år och frigavs 1181. 1190 efterträdde han sin bror Ludvig II som lantgreve av Thüringen och spelade en ledande roll bland de nordtyska länsherrarna. 
Hermann bekämpade Henrik VI, växlade upprepade gånger parti under de tronstrider, som följde på Henriks död 1197, och spelade en ledande roll inom den fursteliga, som 1211 hyllade Fredrik II gentemot Otto IV. 
I sägnen är Hermann känd som anstiftare av sångarstriden på Wartburg.